# Isabel Trimborn
Isabel Trimborn (* 15. März 1959 in Köln) ist eine deutsche Schauspielerin, Sängerin, Kabarettistin und Comedienne.

## Leben
Isabel Trimborn absolvierte eine Ausbildung mit Diplom in Tanz, Bewegungstheater und Pantomime am Institut für Musik- und Tanzpädagogik an der Hochschule für Musik und Tanz Köln. Außerdem erhielt sie eine Ausbildung in Atem-, Stimm- und Körperarbeit (nach Elsa Gindler/Frieda Goralewski) bei Stephanie Kraus und Imke Buchholz (Köln/München).
Trimborn ist auf der Bühne als Schauspielerin, Sängerin, Kabarettistin und Comedienne tätig. Als Schauspielerin und Kabarettistin hatte sie Bühnenengagements u. a. beim Kölner Kinder- und Jugendtheater Ömmes & Oimel, wo sie drei Jahre festes Ensemblemitglied war, am Theater Kefka in Köln bei Milan Sládek, bei der Comedia Colonia, am Pantheon-Theater in Bonn und am Millowitsch-Theater (in Dat nennt mer Camping; Regie: Claus Janzen). Seit 1986 arbeitet sie als freie Schauspielerin. Von 2007 bis 2012 wirkte sie am Kölner Scala-Theater in mehreren Bühnenproduktionen, Bühnenprogrammen und Inszenierungen von Walter Bockmayer mit. Sie trat auch mit eigenen Solo-Programmen im Bereich Chanson und Musikkabarett auf.
Trimborn arbeitete auch für das Fernsehen und das Kino, wo sie zunächst in zahlreichen Comedy-Formaten (u. a. in Ingolf Lücks Sketchsalat, Die Gong Show, Die Dirk Bach Show, Familie Heinz Becker, Lukas, Nikola, Der Dicke und der Belgier, Die Camper und Christine. Perfekt war gestern!) als Darstellerin zu sehen war. In der Kinokomödie Happy Weekend (1996) verkörperte sie die Fußpflegerin Uschi. In dem TV-Frauendrama Hauptsache Leben (1998), spielte sie an der Seite von Renée Soutendijk die Freundin Kiki.
Sie hatte zahlreiche Episodenrollen in Fernsehserien und wurde in verschiedenen Fernsehfilmen als klassische Nebendarstellerin besetzt. Hier spielte Trimborn vom Dienstpersonal (Zimmermädchen, Putzfrau, Altenpflegerin) bis zu Autoritätspersonen und Vertreterinnen der bürgerlichen Gesellschaft (Apothekerin, Stationsleiterin) verschiedenste Charakterrollen. In der ZDF-Krimiserie SOKO Wismar hatte sie zweimal einen Auftritt als Nachbarin und Zeugin Marga Walser, die den Kriminalkommissaren Nils Theede (Jonas Laux) und Lars Pöhlmann (Dominic Boeer) Avancen macht.
Trimborn war Gründungsmitglied und von 2004 bis 2009 Präsidentin der alternativen Kölner Karnevals-Veranstaltung „Deine Sitzung“. Dort hatte sie auch zahlreiche Auftritte als „Die Präsidentin“ im Kölner Sitzungskarneval. Sie lebt in Köln.

## Filmografie (Auswahl)
- 1988: Forstinspektor Buchholz (Fernsehserie)
- 1992: Ingolf Lücks Sketchsalat (Comedyserie)
- 1992: Die Gong Show (Comedyserie)
- 1992: Die Dirk Bach Show (Comedyserie)
- 1994; 2004: Familie Heinz Becker (Comedyserie)
- 1996: Happy Weekend (Kinofilm)
- 1996: Balko: Tödliche Verbindung (Fernsehserie, eine Folge)
- 1996–1999: Lukas (Comedyserie)
- 1997: Nikola: In geheimer Mission (Comedyserie)
- 1998: Hauptsache Leben (Fernsehfilm)
- 1998: Der Dicke und der Belgier (Comedyserie)
- 1999: Die Camper (Fernsehserie)
- 1999: Vom Himmel das Blaue (Fernsehfilm)
- 2002: Der kleine Mönch: Blauer Stern (Fernsehserie, eine Folge)
- 2003: Ritas Welt: Karneval im Supermarkt (Comedyserie, eine Folge)
- 2003: Das Amt: Blauer Stern (Comedyserie, eine Folge)
- 2003: Und tschüss, Ihr Lieben (Fernsehfilm)
- 2004: Der Elefant – Mord verjährt nie: Frau Sandmanns Glück (Fernsehserie, eine Folge)
- 2004: Unter Brüdern: Das starke Geschlecht (Fernsehserie, eine Folge)
- 2008; 2010: Rennschwein Rudi Rüssel (Fernsehserie, zwei Folgen)
- 2013: Christine. Perfekt war gestern!: Glücklich allein (Comedyserie, eine Folge)
- 2013; 2014–2015: SOKO Wismar: (Fernsehserie, drei Folgen, zwei verschiedene Rollen)
- 2014: Ein Fall für die Anrheiner: Verrechnet (Fernsehserie, eine Folge)
- 2017: Fluss des Lebens – Geliebte Loire (Fernsehfilm)
- 2018: Der Nesthocker (Romantikkomödie)
- 2021: Meine Mutter im siebten Himmel (Fernsehreihe)
- 2023: Enkel für Fortgeschrittene
- 2023–2024: Rentnercops (Fernsehserie, vier Folgen)
- 2024: Kroymann (Satiresendung, Ist die noch gut?)